# Caponina testacea
Caponina testacea  (лат.) — вид мелких пауков рода Caponina из семейства Caponiidae. Северная Америка: остров Сент-Винсент. Длина около 3 мм.
Вид Caponina testacea был впервые описан в 1891 году французским арахнологом Эженом Симоном (1848—1924). Caponina testacea включён в состав рода Caponina Simon, 1891 вместе с Caponina alegre, Caponina cajabamba, Caponina chilensis, Caponina chinacota, Caponina notabilis и другими видами.